# Giulio Patrizio
Giulio Patrizio (latino: Iulius Patricius o Patriciolus; greco: Πατρίκιος; fl. 459-471) è stato un politico bizantino di origine barbarica, divenuto cesare grazie all'influenza del padre, Ardaburio Aspare, e poi caduto dopo la sua morte.

## Biografia
Patrizio era il terzo figlio di Ardaburio Aspare, magister militum di origine germanica (forse alano) dell'imperatore Leone I, e come il padre era ariano.
Il nome "Giulio Patrizio", di ostentata origine romana, suggerisce che il padre avesse progetti per lui, fino al soglio imperiale. Patrizio venne nominato console nel 459 dalla corte orientale.
Nel 470, in un episodio della lotta per il potere tra Aspare e l'isaurico Zenone, il padre convinse l'imperatore a nominare Patrizio cesare e a concedergli in sposa la propria figlia Leonzia, allo scopo di garantire a Leone la lealtà di Aspare; poiché per il clero e il popolo di Costantinopoli non era ammissibile che un ariano divenisse imperatore, alla notizia della nomina scoppiarono dei tumulti nell'ippodromo, capeggiati dal capo dei Monaci Senzasonno, Marcello: Aspare e Leone dovettero promettere ai vescovi che Patrizio si sarebbe convertito all'ortodossia prima di divenire imperatore, e solo dopo la conversione avrebbe sposato Leonzia.
Nel 471 una congiura imperiale causò la morte di Aspare e del figlio Ardaburio: è possibile che Patrizio sia morto in questa occasione, anche se alcune fonti riferiscono che guarì dalle ferite; in ogni caso, dopo questo episodio Patrizio scompare dalle fonti. Il matrimonio con Leonzia venne annullato, in quanto questa sposò poi Flavio Marciano.